# Hietalahden kauppahalli
Pour les articles homonymes, voir Hietalahti.
La Halle de Hietalahti (finnois : Hietalahden kauppahalli) est une ancienne halle construite sur la place Hietalahdentori à  Helsinki en Finlande.

## Description

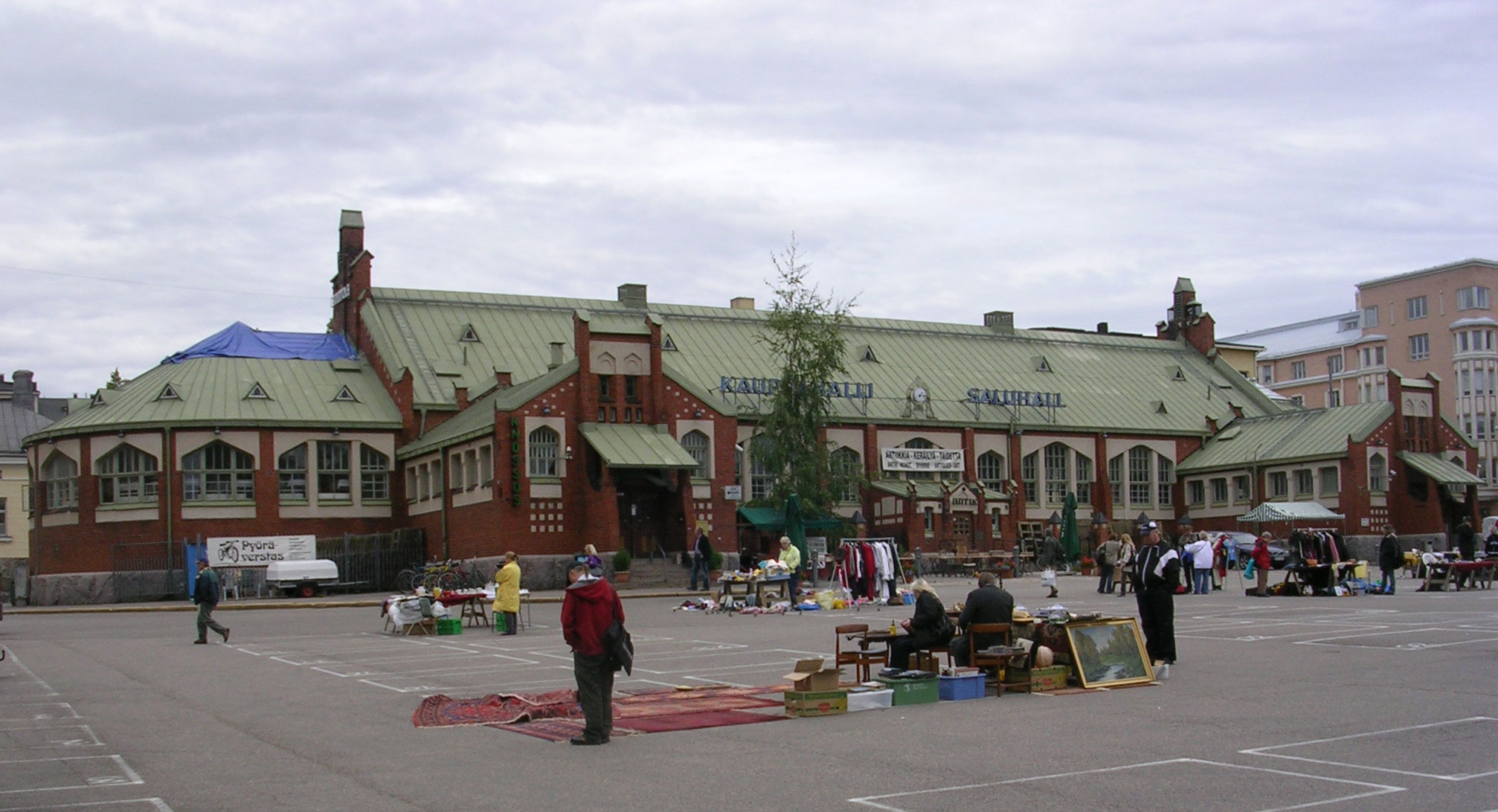
La halle de Hietalahti vue de Hietalahdentori.

Le bâtiment est conçu par Selim A. Lindqvist en 1903 pour être une caserne russe destinée à un régiment équestre. 
Elle ouvre en tant que halle en 1906 et est réputée pour ses  denrées alimentaires de qualité. 
Dans les années 1990, elle souffre d’une mauvaise image à cause de la vente clandestine d’alcool et de tabac. 
En 2000, la halle cesse ses ventes traditionnelles et est rénovée. 
En décembre 2001, elle rouvre comme halle de vente d'aliments biologiques. 
Ce changement ne sera pas un succès et dès la fin 2003, on y vend des objets d’art et des antiquités.
À l'automne 2012, la halle est transformée à nouveau en halle alimentaire.
Le 11 février 2013, une vingtaine de marchands doivent quitter la halle pendant les travaux rénovation de plus d'un an.
Depuis de 2015, la halle du marché de Hietalahti est un centre de restaurants et de cafés.